# You Give Love a Bad Name
You Give Love a Bad Name è una canzone dei Bon Jovi, scritta da Jon Bon Jovi, Richie Sambora e Desmond Child.
Estratta come primo singolo dal terzo album in studio del gruppo, Slippery When Wet, nel luglio del 1986, raggiunse il primo posto della Billboard Hot 100 il 29 novembre 1986, diventando il primo singolo dei Bon Jovi a raggiungere la prima posizione in classifica. La hit rientrò nelle classifiche nel 2007, dopo che Blake Lewis ne eseguì una cover nel famoso programma televisivo American Idol. Nel 2009 è stata nominata la 20ª canzone hard rock più bella di tutti i tempi da VH1.
È uno dei brani più noti dei Bon Jovi, oltre che un punto fermo in ogni concerto del gruppo. Inizialmente era stata scritta da Desmond Child per Bonnie Tyler come If You Were A Woman (And I Was A Man), ma è stata riscritta con questo titolo insieme a Jon e a Richie. Il testo narra di una donna senza nome che ha piantato in asso il suo amante.

## Video musicale
Il video musicale, che vede la regia di Wayne Isham, è stato girato l'11 luglio 1986 al Grand Olympic Auditorium di Los Angeles, California, e vede i Bon Jovi esibire la canzone dal vivo durante un loro concerto (registrazioni che verranno utilizzate anche per il video del successivo singolo Livin' on a Prayer).

## Classifiche

### Classifiche settimanali
| Classifica (1986/87)          | Posizione massima |
| ----------------------------- | ----------------- |
| Australia                     | 23                |
| Austria                       | 25                |
| Belgio (Fiandre)              | 4                 |
| Canada                        | 2                 |
| Finlandia                     | 6                 |
| Irlanda                       | 21                |
| Italia                        | 21                |
| Nuova Zelanda                 | 7                 |
| Paesi Bassi                   | 2                 |
| Regno Unito                   | 14                |
| Spagna                        | 31                |
| Stati Uniti                   | 1                 |
| Stati Uniti (mainstream rock) | 9                 |
| Sudafrica                     | 15                |
| Svezia                        | 14                |
| Classifica (2007)             | Posizione massima |
| Stati Uniti (digital)         | 29                |
| Classifica (2013)             | Posizione massima |
| Stati Uniti (ringtones)       | 32                |

### Classifiche di fine anno
| Classifica (1986) | Posizione |
| ----------------- | --------- |
| Belgio (Fiandre)  | 69        |
| Canada            | 88        |
| Paesi Bassi       | 46        |
| Stati Uniti       | 30        |

## Cover
- Nel 2004, gli Atreyu hanno registrato una loro versione di You Give Love a Bad Name, inserita nell'edizione giapponese del loro album The Curse.
- La cantante statunitense Anastacia ne ha registrato una cover per il proprio album di cover rock maschili It's a Man's World pubblicato nel 2012.
- Nel 2020 la cantante Ava Max ha pubblicato Kings & Queens, come campionamento musicale di You Give Love a Bad Name.

## Formazione
- Jon Bon Jovi - voce
- Richie Sambora - chitarra, cori
- David Bryan - tastiere, cori
- Alec John Such - basso, cori
- Tico Torres - batteria

## Colonna sonora
You Give Love a Bad Name fa parte della colonna sonora dei videogiochi musicali Guitar Hero 5, LEGO Rock Band, e Guitar Hero: On Tour Decades, nonché della colonna sonora del cortometraggio Giallo ibrido.